# Caso Queiroz
Caso Queiroz ou Caso Fabrício Queiroz é o nome atribuído a uma crise política deflagrada a partir de 6 de dezembro de 2018, data em que o Conselho de Controle de Atividades Financeiras (Coaf) divulgou relatório apontando movimentações atípicas no valor de 1 236 838,00 de reais entre janeiro de 2016 e janeiro de 2017 em uma conta bancária de titularidade de Fabrício Queiroz, policial militar e ex-assessor parlamentar de Flávio Bolsonaro, filho do ex-presidente Jair Bolsonaro, senador do Rio de Janeiro e deputado estadual. Na época das movimentações, Queiroz exercia as funções de motorista e segurança do político.
Os eventos desencadearam na prisão de Fabrício Queiroz, encontrado na casa do advogado Frederick Wassef, conselheiro da família Bolsonaro, no dia 18 de junho de 2020.

## O caso

### Investigação pelo Ministério Público
O Ministério Público do Estado do Rio de Janeiro abriu procedimento de investigação de possível lavagem de dinheiro e ocultação de patrimônio e convocou Fabrício Queiroz e Flávio Bolsonaro para prestar esclarecimentos. Queiroz faltou a dois depoimentos, agendados para 19 e 21 de dezembro de 2018, alegando problemas de saúde, mas foi gravado dançando no hospital em que estava internado. Segundo Lauro Jardim, abrigou-se na favela de Rio das Pedras, dominada pelas milícias. Flávio Bolsonaro recusou-se a prestar depoimento invocando prerrogativa de parlamentar e pediu ao Supremo Tribunal Federal que suspendesse as investigações. O ministro plantonista Luiz Fux acatou o pedido de Flávio, contrariando a jurisprudência do ministro relator do caso, Marco Aurélio Mello.
De acordo com o banco responsável pela conta, as movimentações financeiras seriam incompatíveis com o patrimônio, a atividade econômica ou ocupação profissional e a capacidade financeira do ex-assessor parlamentar Fabrício Queiroz. No período, pelo menos oito funcionários do gabinete de Flávio Bolsonaro fizeram depósitos que totalizaram 150 mil reais na conta de Queiroz, sempre em datas posteriores aos pagamentos dos salários. Tais operações levantaram suspeitas de que o parlamentar se apropriasse indevidamente de parte dos salários dos servidores, na prática ilegal conhecida como "rachadinha". Uma das movimentações de Queiroz mencionadas pelo relatório é um cheque de 24 mil reais emitido em favor da primeira-dama Michelle Bolsonaro, justificada pelo Presidente Jair Bolsonaro como pagamento de um empréstimo de 40 mil reais.
Em 18 de janeiro de 2019, foi revelado que Flávio Bolsonaro recebeu em sua conta 48 depósitos de dois mil reais no prazo de um mês, totalizando 96 mil reais. Depósitos fracionados foram usados como exemplo de tentativas de burlar a fiscalização do Coaf pelo Ministro da Justiça Sergio Moro no livro Crime de Lavagem de Dinheiro. Os depósitos foram realizados em cinco dias, entre junho e julho de 2017, em terminais de autoatendimento localizados na Assembleia Legislativa do Estado do Rio de Janeiro. De acordo com o senador eleito, os valores trata-se de pagamento do excedente por uma permuta de imóveis realizados com o ex-jogador de vôlei Fábio Guerra, que confirmou a versão. Entretanto, as datas dos depósitos não coincidem com as apontadas na escritura. Foi também revelado que o senador eleito pagou um título bancário da Caixa Econômica Federal no valor de 1 016 839,00 reais. A data de pagamento e o beneficiário não foram identificados.
O gabinete do deputado federal Jair Bolsonaro atestou a frequência da filha de Fabrício Queiroz, Nathalia de Melo Queiroz, onde exercia a função de assessora parlamentar, remunerada com cerca de 10 mil reais e benefícios. A ex-assessora trabalhava como personal trainer no Rio de Janeiro em horário comercial durante o período em que esteve lotada no gabinete, mas nunca teve falta nem licença registrada. Após a eleição de 2018, Nathalia foi contratada como assessora especial da prefeita de Araruama, Lívia de Chiquinho, e exonerada após a divulgação do relatório do Coaf, em 7 de dezembro. Nunca foi vista pela secretária da prefeita. Nathalia também já trabalhou no gabinete de Flávio Bolsonaro e foi citada no relatório por ter transferido 97 mil reais a seu pai nessa época. Assim como ele, faltou ao depoimento marcado no MP-RJ.
Em 4 de fevereiro de 2019, mudou-se o responsável por essa investigação criminal devido à posse de Flávio Bolsonaro como senador em 1 de fevereiro. Antes sob responsabilidade de Eduardo Gussem, procurador-geral de Justiça do MP/RJ, passou para as mãos de Claudio Calo, da promotoria de investigação penal. O promotor Calo já relativizou os depósitos feitos na conta de Flávio Bolsonaro, alegando que o fracionamento do dinheiro pode gerar suspeitas, mas a origem do dinheiro pode ser lícita, e também divulgou em seu perfil do Twitter entrevistas de Flávio Bolsonaro à Rede TV! e à GloboNews, além de um tuíte de Carlos Bolsonaro exaltando a modéstia do presidente Jair Bolsonaro. Inicialmente, Calo negou que deixaria a investigação por conflito de interesses, mas acabou declarando-se suspeito e não assumiu a função. O promotor Luis Otávio Figueira Lopes passou a ser o responsável pelo caso desde então.

### Julgamento de uso de dados do Coaf no STF
Em julho de 2019, o presidente do Supremo Tribunal Federal (STF), Dias Toffoli, havia suspendido todos os inquéritos, que envolviam dados do Coaf que foram obtidos sem autorização judicial, até o plenário da corte avaliar a questão. Em 27 de setembro de 2019 as investigações ficaram suspensas por conta da decisão do Ministro do STF Gilmar Mendes.
Em novembro, no entanto, após a maioria dos onze ministros julgar que não há a necessidade de autorização da Justiça para o uso desses dados por parte da polícia e do Ministério Público, o STF anunciou a liberação de investigações que tenham usado dados de órgãos como Receita Federal e UIF (novo nome do Coaf).

### Retomada das investigações
Em dezembro de 2019, foram cumpridos 24 mandados de busca e apreensão em endereços ligados a Flávio, a seu ex-assessor parlamentar Fabrício Queiroz e a familiares de Ana Cristina Siqueira Valle, ex-mulher do presidente Jair Bolsonaro. Ainda segundo o documento do Ministério Público, o ex-assessor "arrecadou grande parte da remuneração de funcionários fantasmas do deputado estadual Flávio Bolsonaro". No entanto, "Queiroz não agiu sem o conhecimento de seus superiores hierárquicos, já que ele próprio alegou em sua defesa que retinha os contracheques para prestar contas a terceiros".
Após a operação, a defesa de Flávio Bolsonaro entrou com um habeas corpus no Supremo Tribunal Federal (STF). O caso, que tramita sob sigilo, está sob a relatoria do ministro Gilmar Mendes. A investigação do Ministério Público do Rio dividiu a suposta organização criminosa em seis "núcleos". Todos são acusados de participar do esquema de "rachadinha" no antigo gabinete do filho do presidente Jair Bolsonaro na Assembleia Legislativa do Rio de Janeiro. A prática, segundo o MP, configura peculato e, consequentemente, exigiu que fosse feita lavagem de dinheiro. Grampos de conversas revelados pelo Ministério Público mostram que a família de Queiroz queria que ele ficasse calado, quando o mesmo falava que tinha influência política. Ministros do STF e de tribunais superiores, disseram ao O Estado de S. Paulo que avaliavam se o encarceramento recente do Queiroz seria a "emboscada", mencionada pelo presidente Jair Bolsonaro, alguns dias antes.

## Partes envolvidas

### Coaf
O Conselho de Controle de Atividades Financeiras (Coaf) é um órgão administrativo brasileiro vinculado ao Ministério da Justiça (até 2018, ao Ministério da Fazenda). Foi criado pela Lei n.º 9.613, de 3 de março de 1998. Tem como atribuições disciplinar, aplicar penas administrativas, receber, examinar e identificar ocorrências suspeitas de atividade ilícitas relacionada à lavagem de dinheiro. Desde a sua criação, o órgão já produziu cerca de 40 mil Relatórios de Inteligência Financeira (RIFs). Em 2018, foram produzidos 7 279 relatórios, que listaram cerca de 330 mil comunicações de operações suspeitas e em dinheiro em espécie. Esses relatórios são encaminhados às autoridades competentes pela apuração de ilícitos financeiros, como Polícia Federal, Receita Federal, Banco Central e Ministério Público. De acordo com o advogado criminalista Luciano Santoro, "Se o Coaf perceber que há um indício da prática de um crime de lavagem de dinheiro, ele tem por obrigação comunicar os outros órgãos. Ao mesmo tempo, ele pode ser demandado por esses órgãos como o Ministério Público, poder judiciário e departamento de polícia". Não é um órgão destinado à investigação, mas ao controle de atividades suspeitas.
Agentes econômicos como bolsas de valores, seguradoras, administradoras de cartão de crédito e instituições financeiras são legalmente obrigados a comunicar ao Coaf todas as operações previstas pelo art. 11 da Lei n.º 9.613/1998, bem como as que possam consistir em indício de crime.

### Fabrício Queiroz
Fabrício José Carlos de Queiroz (8 de outubro de 1965) foi subtenente da polícia militar, corporação que integrou entre 1987 e 2018. De acordo com O Globo, era "companheiro de churrasco" da Família Bolsonaro e aparece em fotografias também em jogos de futebol, atos de campanha e confraternizações da família. Já tinha a confiança de Jair Bolsonaro antes de começar a trabalhar com Flávio. Registrado como assessor parlamentar, também atuava como motorista e segurança do parlamentar. Foi exonerado do gabinete do deputado estadual em 15 de outubro de 2018, oficialmente para tratar de sua ida à reserva, mas, de acordo com relatos anônimos, por conta de divergências na campanha. Segundo o relatório do Coaf, tinha renda mensal de 23 mil reais, cumulando os vencimentos de policial e de assessor parlamentar, o que é permitido. Sua esposa, Márcia Oliveira de Aguiar, e as filhas Nathalia e Evelyn Melo de Queiroz também já trabalharam com Flávio Bolsonaro. Como policial militar, já se envolveu em 10 "autos de resistência", isso é, morte de alegados suspeitos.
O único bem registrado em seu nome no Rio de Janeiro é um apartamento em Taquara, ainda não entregue, que foi adquirido por 365 mil reais, dos quais 80% foram financiados. Segundo O Globo, apesar da movimentação milionária em sua conta, Queiroz vivia numa casa simples no mesmo bairro, com reboco aparente e sem pintura externa.
Em 18 de junho de 2020, Fabrício Queiroz foi preso na casa do advogado de Flávio Bolsonaro, no interior de São Paulo. O advogado Frederick Wasseff é o dono do imóvel onde Queiroz estava escondido ao ser preso e também advoga em defesa de Flávio Bolsonaro no caso Queiroz. O advogado é o mesmo que fez a defesa do presidente no atentado contra Jair Bolsonaro, além de defender o próprio presidente em casos que envolvem o Judiciário.
Uma pesquisa feita pelo Congresso em Foco, mostrou que a esposa de Queiroz, Márcia de Oliveira, está recebendo o Auxílio emergencial, mesmo estando foragida da justiça.

### Frederick Wassef
Frederick Wassef é um advogado brasileiro considerado uma espécie de conselheiro do presidente Jair Bolsonaro, afirmando ele próprio que 'conhece tudo que tramita na família' do presidente, da qual se aproximou em 2014. Wassef reside em Brasília, muito embora pertença ele o imóvel na cidade paulista de Atibaia no qual foi preso Fabrício Queiroz. O endereço oficial do Wassef & Sonnenburg Sociedade de Advogados é exatamente onde Fabrício Queiroz foi preso, um escritório que abriga ainda a advogada Solveig Fabienne Sonnenburg, prima e sócia de Wassef na firma. A casa, localizada em Atibaia na Rua das Figueiras, número 644, pertence a Wassef desde de ano de 1987. Ela foi comprada pelo então ‘estudante’ Wassef, segundo consta na escritura lavrada no Cartório de Registro de Imóveis de Atibaia. Acerca da prisão de Queiroz no imóvel, um caseiro que estava no imóvel afirmou que Queiroz estava no imóvel havia mais de um ano. A Ordem dos Advogados do Brasil (OAB) de São Paulo disse que o imóvel era um escritório de advocacia de fachada. Investigações posteriores indicaram ainda que Wassef abrigou Queiroz em um apartamento de sua família entre os anos de 2018 e 2019, mais precisamente em um apartamento no 10° andar em um edifício na Rua Petrópolis, 31, no bairro Barra Funda, próximo à Orla de Pitangueiras, no Guarujá. O apartamento que abrigou Queiroz conta com cerca de 200 metros quadrados.
| “                             | No começo ninguém sabia que era o Queiroz. Porque o o prédio tem muito poucos moradores. A maioria do pessoal que frequenta o prédio é turista. E ele chegou no final do ano (de 2018). No final do ano tem muitos turistas dentro do prédio. E o pessoal do prédio foi perceber que era o Queiroz depois do Carnaval. | ” |
| — Morador do Edifício Guarujá | |   |

### Flávio Bolsonaro
Senador eleito para as 56ª e 57ª legislaturas, Flávio Nantes Bolsonaro é o filho mais velho do atual Presidente da República e exercia a função de deputado estadual pelo quarto mandato consecutivo na data das movimentações suspeitas de Queiroz. Ingressou na Alerj em 2002, sendo o deputado estadual mais jovem da legislatura. Disputou o cargo de prefeito do Rio de Janeiro na eleição de 2016, mas ficou em quarto lugar no primeiro turno.
Além da política, Flávio é também sócio de uma franquia da loja de chocolates Kopenhagen no Shopping Via Parque, na Barra da Tijuca, desde 22 de março de 2015. Segundo a assessoria da Kopenhagen, "o retorno do investimento aplicado ocorre de dois a três anos após o início das atividades". Portanto, de acordo com a Folha de S.Paulo, o investimento só traria lucro a partir de 2017 ou 2018, antes do período das movimentações suspeitas. Seu patrimônio foi construído antes da atividade empresarial: fez pelo menos 20 transações imobiliárias em 14 anos. Os dois principais imóveis de seu patrimônio foram adquiridos por menos da metade dos valores apurados para fins tributário pela prefeitura. O valor de mercado apurado em 2018 aponta valorização de 450% entre as datas de compra (2009 e 2012) e 2018, ao passo que a valorização média na região foi de 63% segundo o Sindicato da Habitação do Rio de Janeiro e "talvez não tenha valorizado quase nada", nas palavras do presidente do Conselho Regional dos Corretores de Imóveis do Rio, Manoel Maia. Seu patrimônio declarado antes de entrar na política, em 2002, era de apenas um Volkswagen Gol 1.0 do ano 2001. Em 2016, declarou patrimônio de 1,45 milhão de reais, o dobro do declarado dois anos antes.

### Adriano Magalhães da Nóbrega
Adriano Magalhães da Nóbrega, também conhecido como Capitão Adriano ou Gordinho (Rio de Janeiro, 14 de janeiro de 1977 – Esplanada, 9 de fevereiro de 2020), foi um policial militar e miliciano brasileiro.
Segundo o jornal O Globo, conforme matéria divulgada em janeiro de 2019, Raimunda Veras Magalhães e Danielle Mendonça da Costa da Nóbrega, respectivamente, mãe e mulher do capitão Adriano Magalhães da Nóbrega, vulgo "Gordinho", tido pelo Ministério Público do Estado do Rio de Janeiro como uma das lideranças do grupo miliciano "Escritório do Crime", suspeito de envolvimento no assassinato de Marielle Franco e Anderson Gomes em 14 de março de 2018, foram lotadas no gabinete do deputado estadual Flávio na Assembleia Legislativa do Rio de Janeiro (ALERJ). Além do parentesco com um suspeito de integrar milícias, Raimunda é mencionada no relatório do Conselho de Controle de Atividades Financeiras como sendo responsável por parte dos depósitos feitos na conta do ex-motorista Fabrício Queiroz.
Em nota, Flávio afirmou ser "vítima de uma campanha difamatória com o objetivo de atingir o Governo de Jair Bolsonaro". Segundo ele, "a funcionária que aparece no relatório do Coaf foi contratada por indicação do ex-assessor Fabrício Queiroz". De acordo com o senador, ele não pode "ser responsabilizado por atos que desconheço". Em 2004, no entanto, Flávio propôs uma "menção de louvor e congratulações" a Adriano na ALERJ. Queiroz, por meio de nota divulgada por sua defesa, afirmou que veio dele a indicação para a contratação, um ato de solidariedade com a família, "que passava por grande dificuldade, pois à época ele [Adriano Nóbrega] estava injustamente preso, em razão de um auto de resistência".
Era considerado foragido da Justiça brasileira desde uma operação deflagrada pelo Ministério Público do Rio de Janeiro contra milicianos em 2019, com acusações de crimes como agiotagem, grilagem de terras, pagamento de propina a agentes públicos e construções ilegais, notadamente através de chantagem e violência física. Cerca de um ano depois, o ex-capitão da PM do Rio foi morto na zona rural da cidade de Esplanada, supostamente em um confronto com agentes da Polícia Militar do Estado da Bahia. Segundo a versão oficial divulgada pelo governo da Bahia, quando os policiais o encontraram, Nóbrega teria efetuado disparos e, na troca de tiros, teria sido baleado e levado a um hospital da região antes de morrer. De acordo com o advogado de Adriano, o ex-policial temia ser assassinado em uma "queima de arquivo".

### Família de Ana Cristina Siqueira Valle
A família da segunda mulher de Jair Bolsonaro, Ana Cristina Siqueira Valle, foi nomeada nos gabinetes ao longo dos anos. Dez pessoas ligadas a ela são apontadas pelo MP como "fantasmas". Antes dessa etapa da investigação, que contou com dados da quebra dos sigilos bancário e fiscal autorizada em abril pela Justiça, a revista Época já havia revelado que indícios apontavam que esses funcionários não trabalhavam, na prática, para o gabinete. Com os dados em mãos, o Gaecc montou uma tabela que mostra como os familiares de Ana Cristina sacavam em espécie quase todo o valor recebido da Alerj, o que seria um indício de que eles eram repassados como "rachadinha". O pai dela, José Cândido Procópio da Silva Valle, foi quem mais sacou em espécie seus vencimentos: 99,7% do valor que recebeu no período em que esteve lotado no gabinete. Outros cinco também sacaram mais de 90%. Os parentes incluem ainda uma irmã, tias e primos da ex-mulher de Bolsonaro, mãe de seu filho Jair Renan.

### Diego Sodré de Castro Ambrósio
Diego Sodré de Castro Ambrósio é um policial militar investigado por oferecer serviços ilegais de segurança pagou uma prestação, no valor de 16 564,81 reais, para quitar a compra de um apartamento feita por Flávio Bolsonaro, segundo o MP. Ambrósio teria pago de sua própria conta um boleto bancário, emitido em nome de Fernanda Antunes Bolsonaro, esposa de Flávio, que ajudou a concluir a compra de um imóvel em Laranjeiras, na zona sul do Rio. Na época, em outubro de 2016, Ambrósio era cabo da PM. Hoje promovido a terceiro sargento, seu salário ainda é de menos de um terço do valor pago naquele boleto: 4 771,80 reais. A suspeita é de que ele tenha ajudado no suposto esquema de lavagem de dinheiro de Flávio Bolsonaro.
Também em 2016, Ambrósio efetuou transferência financeiras para pelo menos dois assessores de Flávio no Palácio Tiradentes: Fernando Nascimento Pessoa, que ainda trabalha com Flávio, e Marcos de Freitas Domingos. O policial e uma empresa em seu nome também transferiram dinheiro para a empresa Bolsotini Chocolates e Café LTDA. As transferências se deram entre 2015, ano em que o político abriu a sociedade, e 2018. A empresa de Ambrósio, Santa Clara Serviços, já foi investigada pela Corregedoria da Polícia Militar por oferecer serviços ilegais de segurança em Copacabana, na zona sul do Rio.

### Bolsotini Chocolates
Alexandre Ferreira Dias Santini, sócio de Flávio Bolsonaro na empresa Bolsotini Chocolates e Café LTDA, seria responsável por ajudar na lavagem do dinheiro desviado da Alerj. Entre o fim de 2014 e o início de 2015, Flávio Bolsonaro comprou uma loja da franquia Kopenhagen no Shopping Via Parque, na Barra da Tijuca, em sociedade com Santini pelo valor de 800 mil reais. O sócio, no entanto, não aporta nenhum recurso significativo ao negócio. Quem faz isso é Fernanda Bolsonaro, mulher de Flávio — o que, segundo o MP, é um indício de que Santini seria um "laranja".
A investigação levantou diversas incongruências entre receitas e despesas, mostrando que o casal não tinha o dinheiro necessário para a aquisição e operação da franquia. O dado que mais chamou a atenção foi o fato de a contabilidade da loja de chocolate não refletir o natural aumento de vendas esperado na quinzena que antecede a Páscoa e a redução em outros períodos do ano. O MP concluiu que o negócio tinha a "finalidade de acobertar a inserção de recursos decorrente do esquema de rachadinhas da Alerj no patrimônio de Flávio Bolsonaro sem levantar suspeitas".

### Glenn Howard Dillar
Flávio Bolsonaro adquiriu imóveis em Copacabana que, segundo o MP, tiveram "lucratividade excessiva", com até 292% de diferença entre os valores de compra e venda. Esses dois apartamentos foram vendidos no mesmo dia, em novembro de 2012, por um norte-americano chamado Glenn Howard Dillard, que também teve sigilos bancário e fiscal quebrados em abril. Dillard teria um esquema com Flávio e sua esposa, Fernanda Antunes Bolsonaro, para vender ao casal imóveis com subfaturamento.
A desvalorização — cerca de 30% do valor estimado — ia na contramão do aumento dos preços de apartamentos em Copacabana naquele período, quando Rio de Janeiro vivia um superfaturamento promovido pelos grandes eventos esportivos sediados na cidade. "Essa prática de subfaturamento de registros imobiliários na compra possibilita a simulação de ganhos de capital em patamares expressivos na ocasião da revenda, razão pela qual é instrumento corriqueiramente utilizado para lavagem de capitais já catalogado pelo COAF e pelos principais organismos internacionais", diz o MP na investigação.
No dia 3 de fevereiro de 2020 em um relatório final sobre as investigações, a Polícia Federal descartou qualquer indício de lavagem de dinheiro ou falsidade ideológica, crimes que o parlamentar era acusado.